# Wilhelminabrücke

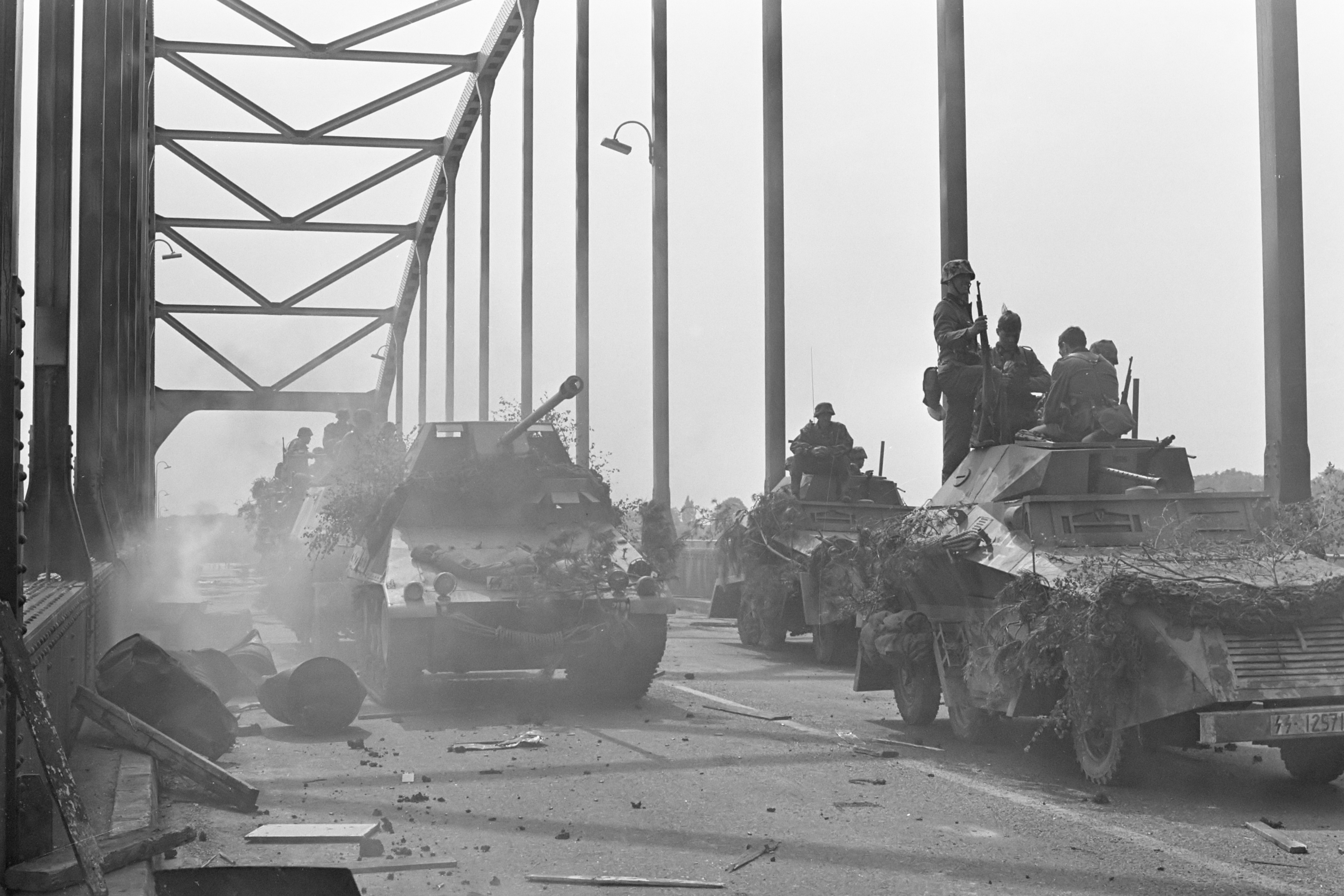
Filmaufnahmen 1976

Die Wilhelminabrücke ist eine Brücke in Deventer in der Provinz Overijssel. Sie überspannt die IJssel und war ein Drehort für den Film Die Brücke von Arnheim (1977).